# 皮什盖河

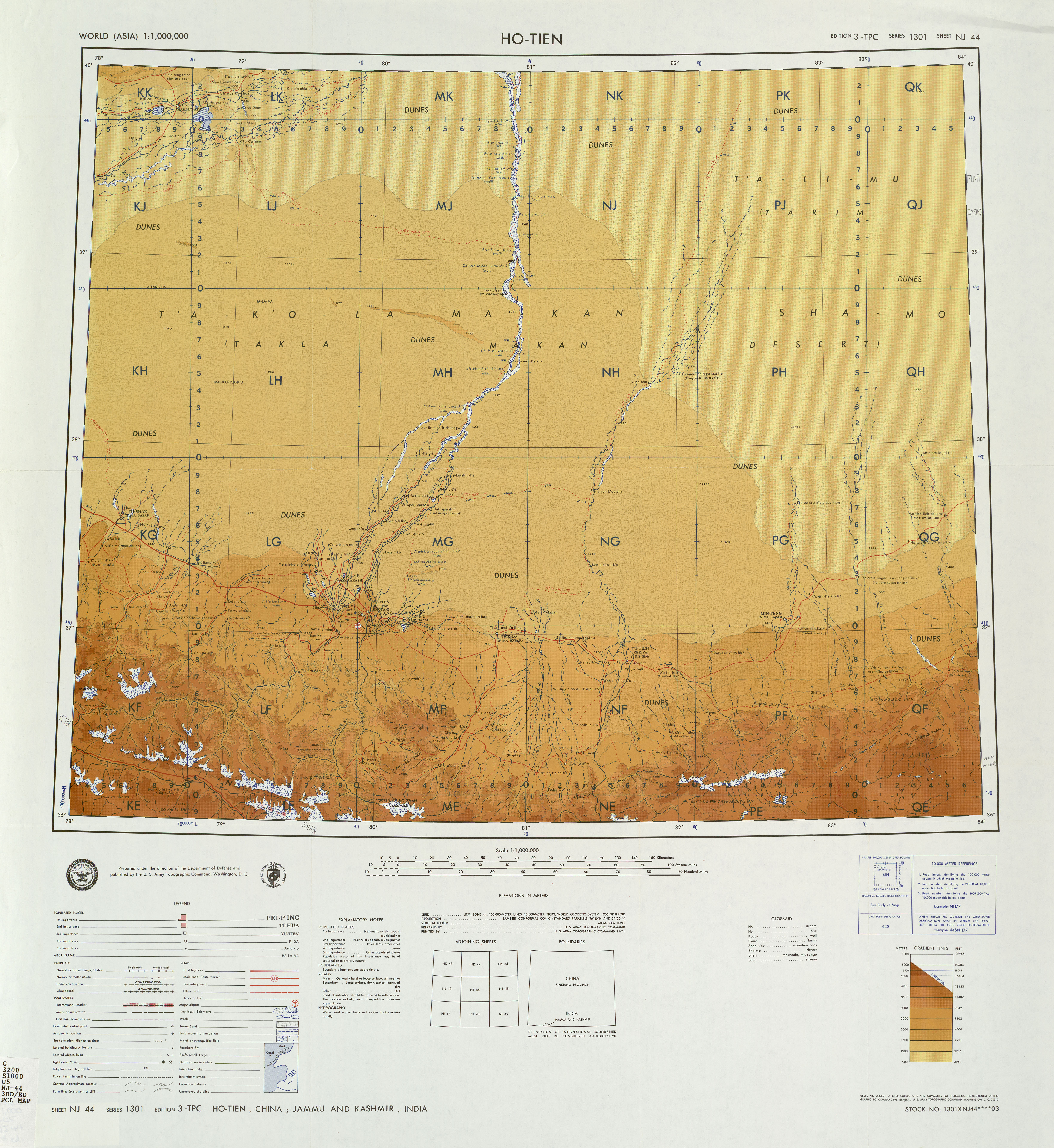
和田地区地图，图中右下方皮什盖村（Pishihka）右侧的河流即为皮什盖河。

皮什盖河，位于中华人民共和国新疆维吾尔自治区和田地区于田县东部的一条河流，是克里雅河右岸支流。河名系维吾尔语“皮夏”“皮什南”的音转，意为“熟地”。发源于昆仑山脉北侧吕什塔格山，自东南向西北流，于阿羌乡皮什盖村附近出山口，之后转北流，河道渐宽，逐渐呈散流状，分多支汊流经过奥依托格拉克乡绿洲后转西北流，于英巴格乡阿提阔依迪村西北约3千米处汇入克里雅河。河流全长132千米，流域面积606平方千米，年均径流量约0.569亿立方米。